# 비슈누프리야마니푸르어 위키백과

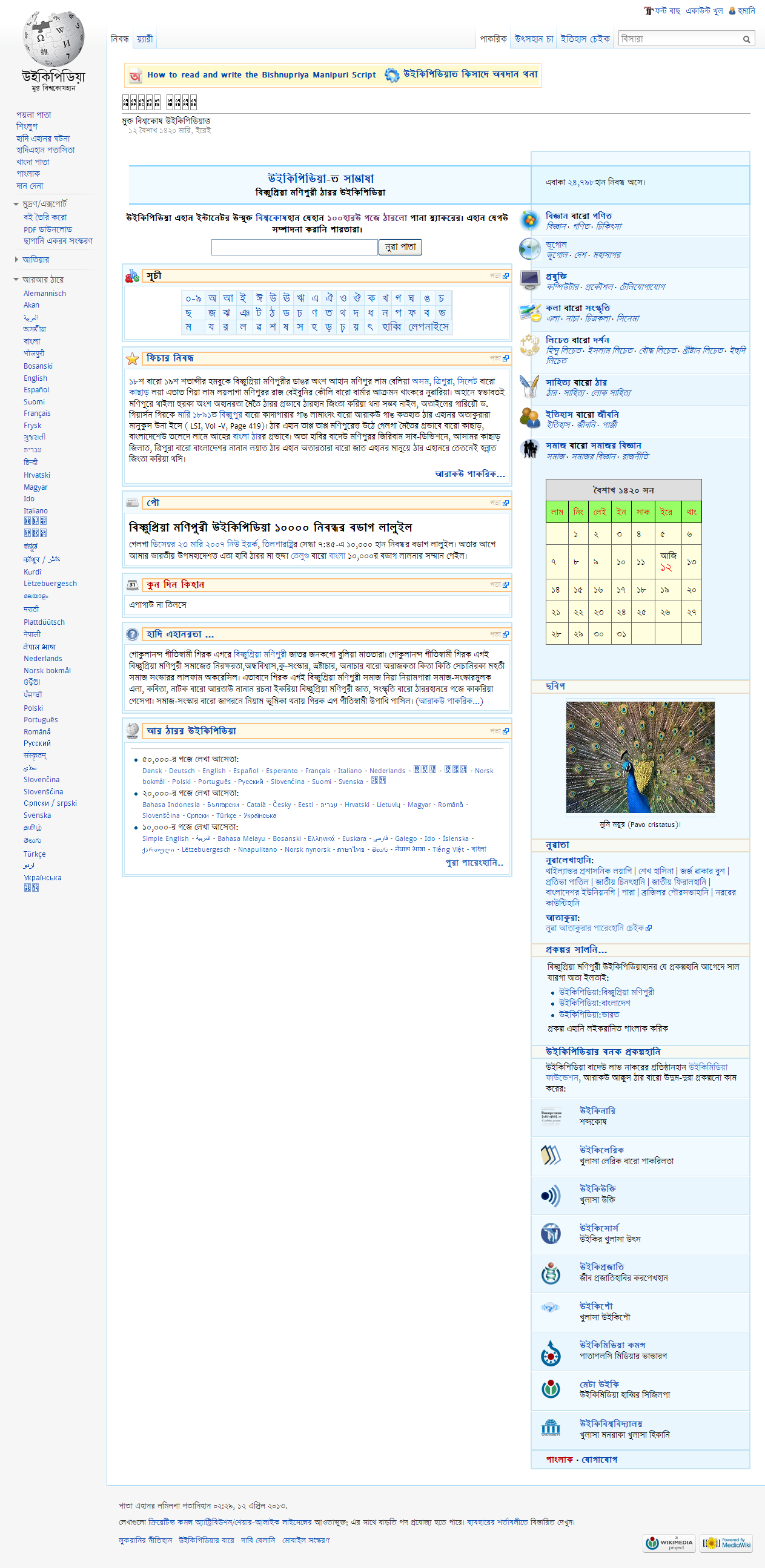

비슈누프리야 마니프리어 위키백과는 비슈누프리야마니푸르어로 된 위키백과이다. 2007년 7월 18일에 시작되었다. 기호는 bpy이다.